# Курбатово (Воронежская область)
Курбатово — посёлок в Нижнедевицком районе Воронежской области. Административный центр Курбатовского сельского поселения.
Посёлок расположен на северо-востоке Нижнедевицкого района в 49 км к западу от города Воронежа и в 22 км от районного центра Нижнедевицка.
Посёлок находится в зоне умеренно континентального климата.

## История
По архивным данным на 1 января 1928 года в посёлке насчитывалось 1264 жителей, по переписи 1979 года — 2901 жителей, в 1983 году — 4200 жителей.
По одной из версий, название посёлка происходит от старинного дворянского рода Курбатовых.

## Население
| 2010 |
| ---- |
| 2207 |

## Транспорт
Одноимённая железнодорожная станция на линии Касторная — Отрожка Юго-Восточной железной дороги.